# Bienvenue parmi nous
Pour plus de détails, voir Fiche technique et Distribution.
Bienvenue parmi nous est un film dramatique français réalisé par Jean Becker, sorti en 2012.

## Synopsis
En pleine dépression, Taillandier peintre sexagénaire, qui pourtant connaît le succès et la renommée décide de se suicider, puis finalement abandonne ce projet et part sans but. Il rencontre Marylou, une jeune fille paumée mais dont l’entrain va tout changer. 

## Fiche technique
- Titre original : Bienvenue parmi nous
- Réalisation : Jean Becker
- Scénario : Jean Becker et François d'Épenoux, d'après le roman éponyme d'Éric Holder
- Directeur de la photographie : Arthur Cloquet
- Montage : Jacques Witta
- Décors : Thèrèse Ripaud
- Costumes : Annie Perier
- Son : Frédéric Ullmann
- Production : Louis Becker
- Sociétés de production : ICE3 ; KJB Production
- Société(s) de distribution : Studiocanal
- Format : Technicolor  - 2,35:1
- Genre : drame
- Pays d'origine :  France
- Dates de sortie : 
  - France : 13 juin 2012
  - Belgique : 20 juin 2012

## Distribution
- Patrick Chesnais : Taillandier
- Jeanne Lambert : Marylou
- Miou-Miou : Alice
- Jacques Weber : Max
- Xavier Gallais : le maître d'hôtel
- Raphaëline Goupilleau : la femme de l'agence
- Didier Bénureau : le vendeur
- Urbain Cancelier : le boucher
- Martine Borg : la bouchère
- Thomas Séraphine : Hugo
- Jessy Ugolin : Jessy
- Marc Fayet : Marc
- Marie-Sophie Ferdane : Jeanne